# Mozarlândia
Mozarlândia este un oraș în Goiás (GO), Brazilia.